# Emma Corrin

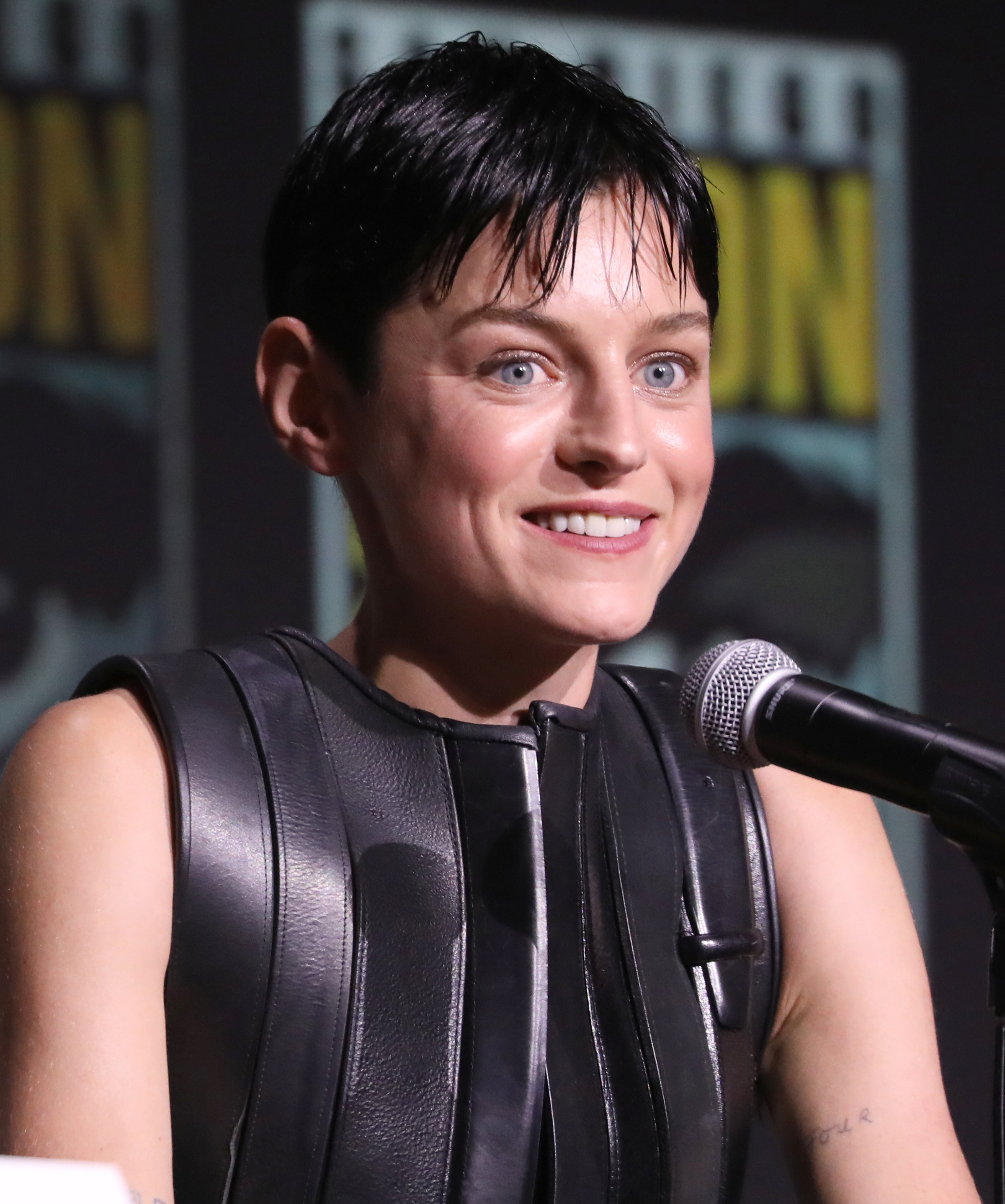
Emma Corrin (2024)

Emma-Louise Corrin (* 13. Dezember 1995 in Royal Tunbridge Wells, Kent, England) ist eine nichtbinäre britische schauspielende Person. International bekannt wurde Corrin im Jahr 2020 durch die Rolle der Diana, Princess of Wales, in der Fernsehserie The Crown, für die Corrin einen Golden Globe Award erhielt.

## Leben

### Kindheit und Ausbildung
Emma Corrin ist das Kind einer aus Südafrika stammenden Logopädin, die sich einen Namen als Sprachtherapeutin für Kinder machte, und eines Geschäftsmannes. Corrin hat zwei jüngere Brüder und lebte mit der Familie in der Nähe der Stadt Sevenoaks in Kent. Auch verbrachte Corrin viel Zeit im südafrikanischen Knysna, woher die Familie der Mutter stammte. Mittlerweile lebt Corrin in London. Corrin hegt eine Vorliebe für die Literatur von Olivia Laing und Haruki Murakami und zählte das Historiendrama Zimmer mit Aussicht zu den Lieblingsfilmen.
Corrin besuchte die renommierte Woldingham School, eine katholische Privatschule in Surrey, und machte 2012 in einer Schulaufführung schauspielerisch auf sich aufmerksam. Nach einem Auslandsjahr schrieb Corrin sich 2015 am St John’s College der University of Cambridge ein und besuchte Vorlesungen in Englisch und Theaterpädagogik. Ein zuvor begonnenes Schauspielstudium an der University of Bristol wurde als zu theoretisch empfunden und abgebrochen.
In Cambridge wirkte Corrin bis 2018 parallel am dortigen Studententheater mit und war in Haupt- und Nebenrollen in verschiedenen Aufführungen des Cambridge University Amateur Dramatic Club (CUADC), der Marlowe Society oder des Corpus Playroom zu sehen. Corrin spielte u. a. in Stücken von William Shakespeare (Coriolanus, Verlorene Liebesmüh), Federico García Lorca (Bernarda Albas Haus), P. G. Wodehouse (The Play’s the Thing) oder Brian Friel (Philadelphia, ich bin da!), aber auch in zeitgenössischen Stoffen von Jez Butterworth (MOJO) oder Daisy Johnson (Fen) mit. 2016 war Corrin mit der weiblichen Hauptrolle in Shakespeares Romeo und Julia in einer Inszenierung des Amateurtheaters Pembroke Players auf Tournee in Japan vertreten.
 Persönliches
Emma Corrin identifiziert sich seit 2021 als nichtbinär und beansprucht im Englischen als Pronomen das geschlechtsneutrale they (nicht übersetzbar). Mitte 2022 konkretisierte Corrin, dass weibliche Pronomen nur im engen Bekanntenkreis akzeptabel seien.

### Arbeit für Film und Fernsehen
Erste Film- und Fernsehrollen bekleidete Corrin in dem mittellangen Film Cesare (2017), in dem Kurzfilm Alex’s Dream (2018) und in einer Folge der vierten Staffel der Krimiserie Grantchester (2019). Einem internationalen Publikum wurde Corrin mit 23 Jahren Anfang April 2019 noch während des Schauspielstudiums durch die Verpflichtung in Peter Morgans The Crown bekannt. In der preisgekrönten britischen Fernsehserie über das Leben von Königin Elisabeth II. verkörpert Corrin in der vierten Staffel an der Seite von Olivia Colman den Part der Diana, Princess of Wales, der Ehefrau des Thronfolgers Charles (dargestellt von Josh O’Connor). Die Ausstrahlung erfolgte ab Mitte November 2020 auf Netflix. Einen Monat zuvor hatte Corrin das Cover der britischen Modezeitschrift Vogue geziert. Auch wurde Corrin vom britischen Branchendienst Screen International zu den „Stars of Tomorrow“ des Jahres 2020 gezählt. 2021 erhielt Corrin für die schauspielerische Leistung als Diana u. a. den Golden Globe als beste Hauptdarstellerin in einer Dramaserie sowie Nominierungen für den Emmy, Screen Actors Guild Award und Critics’ Choice Television Award.
Ab Juni 2019 wurde die Epix-Serie Pennyworth, ein Batman-Prequel über den gleichnamigen Butler Alfred (dargestellt von Jack Bannon), veröffentlicht. Corrin übernahm die wiederkehrende Rolle der Nachtclub-Tänzerin und aufstrebenden Schauspielerin Esme.
Neben The Crown erschien Corrin im Jahr 2020 ebenfalls in dem Spielfilm Die Misswahl – Der Beginn einer Revolution von Philippa Lowthorpe, der über eine Gruppe von Frauen des Women’s liberation movement (WLM) handelt, die plant, die Wahl zur Miss World 1970 in London zu stören. Corrin übernahm an der Seite von Keeley Hawes und Keira Knightley den Part der weißen Miss Südafrika Jillian Jessup, die beim Sieg der ersten schwarzen Miss World Jennifer Hosten aus Grenada (dargestellt von Gugu Mbatha-Raw) am Ende den fünften Platz belegte.
Im Jahr 2022 folgen die Literaturverfilmungen My Policeman von Michael Grandage und Lady Chatterleys Liebhaber von Laure de Clermont-Tonnerre, für die Corrin jeweils in Hauptrollen verpflichtet wurde. Für erstgenannten Film wurde Corrin gemeinsam mit u. a. den Co-Darstellern Harry Styles und David Dawson ein Preis beim Toronto International Film Festival zuerkannt.

## Filmografie (Auswahl)
- 2017: Cesare
- 2018: Alex’s Dream (Kurzfilm)
- 2019: Grantchester (Fernsehserie, Folge 4x04)
- 2019: Pennyworth (Fernsehserie, 4 Folgen)
- 2020: Die Misswahl – Der Beginn einer Revolution (Misbehaviour)
- 2020: Miu Miu: Icons (Kurzfilm)
- 2020: The Crown (Fernsehserie, 8 Folgen)
- 2022: Lady Chatterleys Liebhaber (Lady Chatterley’s Lover)
- 2022: Der Liebhaber meines Mannes (My Policeman)
- 2023: A Murder at the End of the World (Miniserie, 7 Folgen)
- 2023: Good Grief
- 2024: Deadpool & Wolverine
- 2024: Nosferatu – Der Untote (Nosferatu)
- 2025: Black Mirror (Fernsehserie, Folge 7x03)

## Auszeichnungen
- 2021: Critics’ Choice Television Award – Auszeichnung für The Crown (Beste Hauptdarstellerin in einer Dramaserie)
- 2021: Golden Globe Award – Auszeichnung für The Crown (Beste Serien-Hauptdarstellerin – Drama)
- 2021: Primetime Emmy – Nominierung für The Crown (Beste Hauptdarstellerin – Dramaserie)
- 2021: Satellite Award – Nominierung für The Crown (Beste Nebendarstellerin)
- 2021: Screen Actors Guild Award – Nominierung für The Crown (Beste Darstellerin in einer Dramaserie); Auszeichnung für The Crown (Bestes Schauspielensemble in einer Dramaserie)
- 2022: Toronto International Film Festival – „TIFF Tribute Award for Performance“ für My Policeman (Bestes Schauspielensemble)